# FC Sachsen Leipzig
Der FC Sachsen Leipzig war ein Leipziger Fußballverein aus dem Stadtteil Leutzsch. Er entstand 1990 aus der Fusion der Vereine FC Grün-Weiß Leipzig und BSG Chemie Böhlen. Nach Abschaffung der DDR-Oberliga spielte die erste Fußballmannschaft zunächst in der Oberliga Nordost als höchster Spielklasse auf dem Gebiet der neuen Bundesländer, später aber nur noch dritt- bis fünftklassig. Nach anhaltenden finanziellen Problemen wurde der Spielbetrieb zum 30. Juni 2011 eingestellt und der Verein ging in die Insolvenz. Laut Vereinsregister ist er nicht gelöscht.
Einer der beiden Vorgängervereine, die BSG Chemie Leipzig, gewann 1951 und 1964 die Meisterschaft der DDR-Oberliga.

## Geschichte

### Vorgängervereine

#### 1932 bis 1949

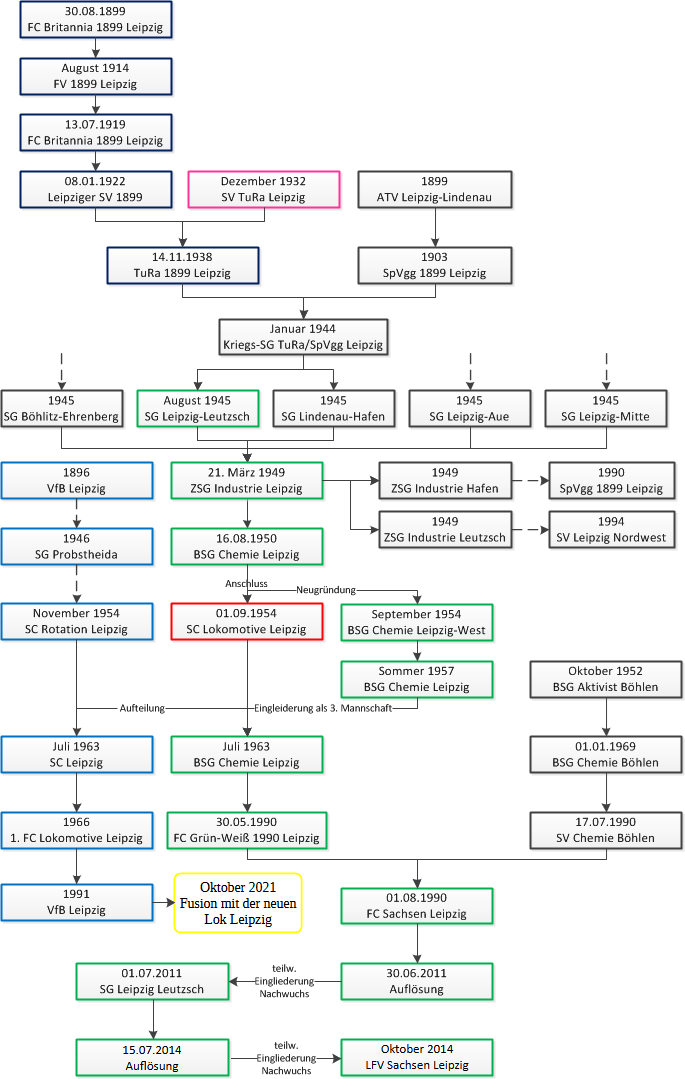
Historische Namensentwicklung des FC Sachsen Leipzig und seiner Vorgänger.

Im Leipziger Stadtteil Leutzsch gründete sich 1932 der Sportverein für Turnen und Rasenspiele 1932 Leipzig – kurz TuRa – als Werksmannschaft des Leipziger Automatenfabrikanten Carl M. Schwarz. Erste Spielstätte der Fußballabteilung des TuRA war zunächst ein Sportplatz am Cottaweg. Später wurde jedoch im 1915 erbauten Leutzscher Stadion gespielt. Die Mannschaft wurde 1936 Leipziger Bezirksklassenmeister und qualifizierte sich damit für die Gauliga Sachsen, damals eine der 16 höchsten deutschen Fußballklassen. Am 14. November 1938 fusionierte TuRa mit dem Leipziger SV 1899 zum SV TuRa 1899. Die Fußballmannschaft hielt sich bis 1942 in der Gauliga, stieg dann jedoch als Tabellenvorletzter ab. In Saison 1943/44 spielte noch einmal eine so genannte Kriegssportgemeinschaft von TuRa und der SpVgg Leipzig in der Gauliga Sachsen.

#### 1949 bis 1990
Nach der Auflösung aller Sportvereine nach Ende des Zweiten Weltkriegs wurde am 16. Februar 1946 die Sportgemeinschaft (SG) Leipzig-Leutzsch gegründet, größtenteils aus Spielern von TuRa Leipzig bestehend. Sportwettkämpfe durften zunächst jedoch nur regional begrenzt ausgetragen werden und so traten die erste Fußballmannschaft in der Bezirksstaffel Leipzig-Süd an. Dort belegte die erste Mannschaft in Saison 1946/47 den 3. und in Saison 1947/48 den 2. Tabellenplatz. In Saison 1948/49 wurde die erste Mannschaft Leipziger Bezirksmeister. In der anschließenden Sachsenmeisterschaft wurde die Mannschaft lediglich 3. und qualifizierte sich deshalb zwar nicht für die 2. Ostzonenmeisterschaft wohl aber für die ab Saison 1949/50 eingeführte höchste ostdeutsche Fußballklasse DS-Liga.
Am 21. März 1949 fusionierte die SG Leipzig-Leutzsch mit den Sportgemeinschaften Lindenau-Hafen, Lindenau-Aue, Leipzig-Mitte und Böhlitz-Ehrenberg zur Zentralen Sportgemeinschaft (ZSG) Industrie. Am 1. April 1949 spaltete sich die ZSG Industrie Leipzig/Abteilung Leutzsch ab.
Aufgrund der Neuorganisation der DDR-Sportvereine auf Basis von Betriebssportgemeinschaften (BSG) wurde die ZSG am 16. August 1950 in die BSG Chemie Leipzig umgewandelt. Als Trägerbetrieb fungierte der chemische Betrieb VEB Lacke und Farben Leipzig.

### Vereinsgeschichte des FC Sachsen Leipzig

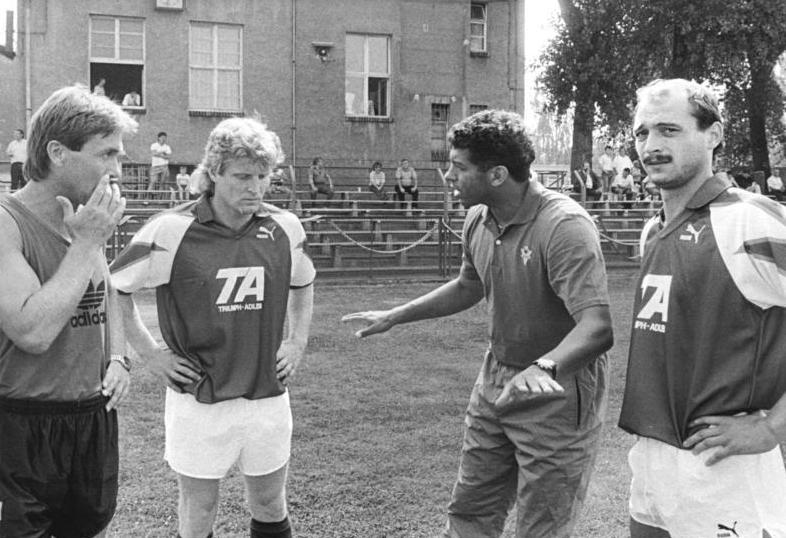
Jimmy Hartwig (2. v. rechts) als Trainer des FC Sachsen Leipzig

#### Entstehung
In der Saison 1989/90 belegte die BSG Chemie Leipzig den 2. Platz der DDR-Liga. Infolge der Wende wurde der Sport in Ostdeutschland neu organisiert. So wurde die bisherige BSG Chemie Leipzig am 30. Mai 1990 umbenannt in FC Grün-Weiß 1990 Leipzig. Aufgrund des für den DDR-Fußball vereinbarten Eingliederungsverfahrens in den gesamtdeutschen Fußball hätte dieser Verein lediglich drittklassig spielen dürfen. Deshalb erfolgte ein Fusionsangebot an den aus der BSG Chemie Böhlen hervorgegangenen FSV Böhlen, der in der vorangegangenen Saison in der DDR-Fußball-Liga Staffel B den Aufstiegsplatz zur DDR-Oberliga erreicht hatte. Nachdem der sich in angespannter finanzieller Lage befindliche FSV Böhlen das Angebot angenommen hatte, entstand durch die Fusion der Fußballabteilungen beider Vereine am 1. August 1990 der FC Sachsen Leipzig, der das Aufstiegsrecht in die Oberliga wahrnahm.
In der folgenden und letzten Oberliga-Saison belegte der FC Sachsen Leipzig den 12. Tabellenplatz und durfte an der Qualifikationsrunde zur 2. Bundesliga teilnehmen. Hier belegte die Mannschaft jedoch in der Gruppe 2 den letzten Platz und musste somit in die neue drittklassige Fußball-Oberliga Nordost absteigen.

#### Drittklassigkeit
Ab 1991 startete der FC Sachsen Leipzig in der Staffel Süd der Oberliga Nordost. In der ersten Saison belegte der Verein – obwohl direkt aus der DDR-Oberliga kommend – lediglich den fünften Tabellenplatz. In der Saison 1992/93 gewann der Verein die Meisterschaft der Staffel Süd. An den Relegationsspielen zum Aufstieg in die 2. Bundesliga durfte der FC Sachsen Leipzig jedoch nicht teilnehmen, weil die Lizenz für die 2. Bundesliga dem Verein vom DFB verweigert wurde. Stattdessen nahm der zweitplatzierte Bischofswerdaer FV 08 an den Relegationsspielen teil. Im gleichen Jahr gelang dem FC Sachsen Leipzig durch ein 2:0 gegen den Dresdner SC der Gewinn des Sachsenpokals.
In Saison 1993/94 qualifizierte sich der FC Sachsen Leipzig mit Tabellenplatz vier für die neu geschaffene Regionalliga. Erneut gewann der Verein auch den Sachsenpokal, im Finale wurde der VFC Plauen mit 2:1 besiegt. In der Regionalliga Nordost 1994/95 erreichte der FC Sachsen Leipzig hinter dem FC Carl Zeiss Jena den 2. Tabellenplatz und scheiterte somit nur knapp am Aufstieg in die 2. Bundesliga. Der Sachsenpokal wurde mit einem 2:0-Sieg über Dynamo Dresden II zum dritten Mal in Folge gewonnen.

#### Finanzprobleme und erste Insolvenz

Derby-Eintrittskarte aus der Saison 1999/2000

In den Folgejahren belegte der Verein in der Regionalliga zumeist Plätze in der oberen Tabellenhälfte. Durch ständige Trainerwechsel und immerwährende „Neuanfänge“ geriet der Verein jedoch in Finanzprobleme. Im Frühjahr 1999 konnte der FC Sachsen Leipzig 1999 nur durch eine Partnerschaft mit dem Unternehmen Kinowelt von Michael Kölmel vor einer Insolvenz bewahrt werden.
In der Saison 1998/99 kam es zum ersten Mal seit 1991 wieder zu Pflichtspielen gegen den Lokalrivalen VfB Leipzig. Diese endeten mit 3:3 und einer 0:5-Niederlage für den FC Sachsen Leipzig. Sportlich verlief die Saison enttäuschend und erst am 31. Spieltag stand trotz einer 0:2-Niederlage gegen den FSV Zwickau der Klassenerhalt fest.
In die darauffolgende Saison 1999/2000 startete der FC Sachsen Leipzig mit drei Siegen in Folge und gewann beide Spiele gegen den VfB Leipzig mit 2:0 bzw. und 1:0. Dies waren die ersten Siege gegen den VfB Leipzig bzw. seine Vorgängervereine seit 23 Jahren. Am Ende der Saison belegte der FC Sachsen Leipzig den 6. Platz und qualifizierte sich somit für die neue zweigleisige Regionalliga.
In der neuen Staffel Nord spielte man 2000/01 die gesamte Saison über kontinuierlich gegen den Abstieg, der erst am letzten Spieltag endgültig verhindert wurde. Die finanziellen Probleme des Vereins hatten sich jedoch in der Zwischenzeit weiter verschärft. Für den Verbleib in der Regionalliga forderte der DFB eine Bürgschaft in Höhe von 5,9 Mio. DM. Kölmels Firmen Sportwelt und Kinowelt befanden sich jedoch zur gleichen Zeit ebenfalls in finanziellen Problemen und konnten die Bürgschaft nicht hinterlegen. Daraufhin wurde dem Verein die Lizenz für die Folgesaison verweigert, was zum Zwangsabstieg in die viertklassige Oberliga Nordost führte. Das Präsidium des Vereins trat zurück, und das neue Notpräsidium beantragte beim Amtsgericht Leipzig die Eröffnung des Insolvenzverfahrens.

#### Neuanfang in der Oberliga

Erstes Logo des FC Sachsen Leipzig bis 2006

Nach der Insolvenz musste der Verein eine neue Mannschaft aufbauen. Ziel war das Erreichen eines einstelligen Tabellenplatzes in der Saison 2001/02. Dieses Ziel wurde erreicht, der Verein belegte am Ende der Saison Tabellenplatz 5.
Nach dieser „Konsolidierungssaison“ wollte der Verein wieder um den Aufstieg mitspielen, wofür der Kader verstärkt wurde. Tatsächlich gelang es, in der Saison 2002/03 in der Spitze mitzuspielen. Auch der VfB Leipzig wurde in beiden Meisterschaftsspielen besiegt – 1:0 im Alfred-Kunze-Sportpark und 3:0 im Bruno-Plache-Stadion. Aufgrund der Liquidation des VfB Leipzig nach dessen zweiter Insolvenz waren dies die letzten Pflichtspiel-Derbys für die folgenden sechs Jahre. Schlussendlich belegte der FC Sachsen Leipzig am Ende der Saison den 1. Tabellenplatz mit einem Punkt Vorsprung vor dem Zweitplatzierten FC Carl Zeiss Jena. In den Relegationsspielen um den Aufstieg besiegte man den Erstplatzierten der Nordstaffel FC Schönberg 95 mit 2:0 und 1:0 und stieg so in die Regionalliga auf – der erste Aufstieg aus eigener Kraft seit 1985.
Für die Regionalliga war der FC Sachsen Leipzig jedoch spielerisch zu schwach besetzt. Mit nur vier Siegen und 24 Punkten aus 34 Spielen stieg der Verein sofort wieder ab. Im Laufe dieser Saison 2003/04 gab es beim FC Sachsen Leipzig insgesamt vier Trainerwechsel und der Verein stand an 30 der 34 Spieltage auf einem Abstiegsplatz. Seit dem Spiel gegen Borussia Dortmund II trug der FC Sachsen Leipzig seine Heimspiele im Zentralstadion aus.
In Saison 2004/05 spielte der Verein wieder in der Oberliga Nordost, Staffel Süd. Beabsichtigt war das Mitspielen um den sofortigen Wiederaufstieg, weshalb Wolfgang Frank als Trainer verpflichtet wurde. Nach anfänglich schwierigem Start und darauffolgendem Rücktritt des Präsidiums in Person von Christian Rocca erzielte der FC Sachsen Leipzig bessere Spielergebnisse. Neuer Präsident wurde Rolf Heller, die Saison wurde auf Tabellenplatz drei beendet. Außerdem gewann der FC Sachsen Leipzig durch ein 2:1 n. V. gegen den Chemnitzer FC zum vierten und letzten Mal den Sachsenpokal. In der Folgesaison erreichte der Verein ebenfalls Tabellenplatz 3, nachdem Trainer Wolfgang Frank im Oktober 2005 entlassen und durch Hans-Jörg Leitzke ersetzt worden war.

#### Erneute Schwierigkeiten und zweite Insolvenz
In Saison 2006/07 wollte der Verein unbedingt aufsteigen, weshalb viel Geld investiert wurde. Der Saison-Etat stieg auf 3,15 Millionen Euro. Zudem wurde Eduard Geyer als Sportdirektor vorgestellt und weitere Spieler wie beispielsweise Rolf-Christel Guié-Mien verpflichtet. Nach ausbleibendem Erfolg rückte Eduard Geyer auf die Position des Trainers. Um den Jahreswechsel 2006/07 wurde mit dem österreichischen Getränkehersteller Red Bull über die Übernahme des Vereins und Umbenennung in Red Bull Leipzig verhandelt. Nach monatelangen Protesten und angesichts der Tatsache, dass das Statut des DFB Änderungen von Vereinsnamen zugunsten eines Sponsors verbot, scheiterten die Verhandlungen. Der FC Sachsen Leipzig spielte danach auch eine unzureichende Rückrunde und besonders die als Leistungsträger gekauften Spieler enttäuschten. Wiederholt gab es Protestaktionen der Fans wegen der schlechten Leistungen der Mannschaft. Zum angestrebten Aufstiegsplatz fehlten am Ende 8 Punkte und über Tabellenplatz 4 kam der Verein in der ganzen Saison nicht hinaus.

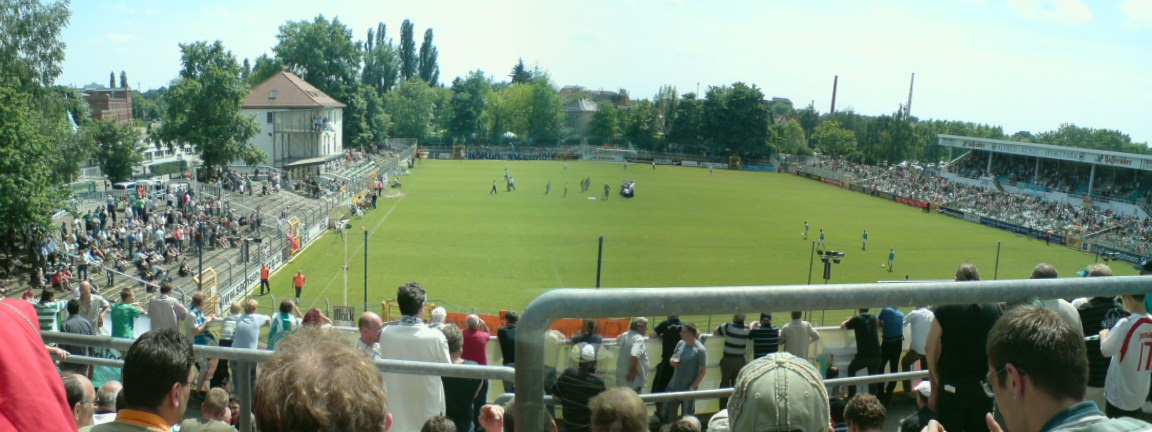
Heimspiel gegen Carl Zeiss Jena II am 25. Mai 2008

Im Sommer 2007 stand der Verein abermals vor akuten finanziellen Problemen. Eine Insolvenz konnte erneut nur durch finanzielle Unterstützung von Kölmel verhindert werden. Trainer Eduard Geyer wurde am ersten Trainingstag verabschiedet. Der Start in die Saison 2007/08 verlief schlecht, oft bekamen die Spieler wegen der Finanzprobleme des Vereins verspätet ihr Gehalt. Kurz vor Saisonende wurde wegen der anhaltenden Erfolglosigkeit auch der neue Trainer Hans-Jörg Leitzke entlassen. Michael Breitkopf und Jamal Engel übernahmen das Training. Überraschend gewann der FC Sachsen Leipzig dann die letzten fünf Spiele und erreichte so doch noch den vierten Tabellenplatz und damit die Relegation für die neue Regionalliga. Die Relegationsspiele gegen den Greifswalder SV 04 endeten 4:2 und 2:2, womit man zwar von der Oberliga in die Regionalliga aufstieg, de facto aber in der vierthöchsten Spielklasse verharrte.
Vor Beginn der Regionalligasaison 2008/09 wurden die Finanzprobleme des FC Sachsen Leipzig immer bedrohlicher. Zudem war Kölmel nicht mehr bereit, den Verein immer wieder durch weitere Kredite zu retten. Der Verein versuchte, sich durch die Einführung des Halbprofitums sowie einer Gehaltsobergrenze von 3.000 Euro zu sanieren. Der designierte Trainer Martin Polten trat noch vor seinem ersten Arbeitstag zurück. Neuer Trainer wurde Dirk Heyne. Der Start in die Saison verlief durchwachsen und nach dem 10. Spieltag kam der FC Sachsen Leipzig nicht mehr aus den Abstiegsrängen heraus. Nachdem das Finanzamt Leipzig am 26. Februar 2009 einen Insolvenzantrag gegen den Verein gestellt hatte, meldete am 4. März 2009 auch der FC Sachsen Leipzig selbst die Eröffnung des Insolvenzverfahrens an. Der Zwangsabstieg in die mittlerweile fünftklassige Oberliga Nordost war damit besiegelt. Am Ende hatte der Verein als Tabellensiebzehnter 18 Punkte Rückstand auf die Nichtabstiegsplätze. Das Insolvenzverfahren wurde am 30. Juni 2009 eröffnet.

#### Neuanfang in der 5. Liga und endgültige Insolvenz
In die Oberliga-Saison 2009/10 war der Verein mit dem Ziel gestartet, einen Platz unter den ersten Acht zu erreichen. Das erste Derby seit sechs Jahren gegen den Lokalrivalen 1. FC Lokomotive Leipzig endete am 23. August 2009 vor etwa 15.000 Zuschauern im Zentralstadion mit 0:0. Unterdessen erreichte der Insolvenzverwalter am 16. September 2009 auf der ersten Gläubigerversammlung eine Fortsetzung des Spielbetriebs. Der Verein hatte Schulden von 2,5 bis 2,7 Millionen Euro, davon alleine rund 1,5 Mio. Euro gegenüber der EMKA Immobilien-Beteiligungs-GmbH von Michael Kölmel für rückständige Zentralstadion-Mieten. Die Saison beendete der Verein auf Tabellenplatz 6, nachdem im letzten Spiel vor etwa 10.000 Zuschauern sogar ein 2:1-Sieg gegen den schon als Aufsteiger feststehenden RB Leipzig gelang.
Zielstellung für die folgende Oberliga-Saison 2010/11 war es zunächst, die Leistungen der Rückrunde der vorangegangenen Saison zu bestätigen und konstant zu spielen. Der Kader des FC Sachsen Leipzig wurde dafür punktuell verstärkt – namhaftester Zugang war Chwitscha Schubitidse vom FSV Zwickau. In der Hinrunde holte der Verein aus 12 Spielen 20 Punkte und ging mit drei ausstehenden Nachholspielen in die Rückrunde. In der Winterpause wurde die Zielstellung für die Saison 2010/11 geändert, der Vorstand des Vereines sprach nun davon, dass ein Aufstieg gewollt sei. Kurz vor dem Start der Rückrunde trat das Vorstandsmitglied Lars Ziegenhorn von seinem Amt zurück.
Der Start in die Rückrunde verlief erfolglos. Erst im 13. Spiel nach der Winterpause gelang der erste Sieg gegen den 1. FC Lokomotive Leipzig. Infolge der mangelnden sportlichen Entwicklung und einer umstrittenen Nachwuchskooperationsvereinbarung mit RB Leipzig sanken die Zuschauerzahlen drastisch. Nach der Winterpause hatte der FC Sachsen Leipzig im Alfred-Kunze-Sportpark bei keinem Heimspiel mehr als 1000 Zuschauer.
Die Entwicklungen führten dazu, dass am 18. Mai 2011 im Rahmen einer Pressekonferenz bekanntgegeben wurde, dass der Verein zum 30. Juni 2011 den Spielbetrieb einstelle und anschließend abgewickelt werde. Der FC Sachsen Leipzig wurde aus dem Vereinsregister gelöscht. Die Spielrechte der zweiten Mannschaft und der Nachwuchsmannschaften wurden auf den neugegründeten Verein SG Leipzig-Leutzsch übertragen, der sich auch um das Spielrecht der ersten Mannschaft bemühte. Der Sächsische Fußballverband verweigerte jedoch die Übertragung, da nicht alle Oberligaspieler des abgewickelten FC Sachsen einem Beitritt zur SG Leipzig-Leutzsch zugestimmt hatten. Der entsprechende Leipziger Oberliga-Startplatz verfiel deshalb, weil entgegen ersten Planungen eine Übernahme auch durch RB Leipzig nicht erfolgte.

## Sportliche Erfolge
- Deutscher Fußballpokal
  - 2. Runde: 1993/94, 1995/96
- Regionalliga Nordost
  - Vize-Meister: 1995
- Oberliga Nordost (Staffel Süd)
  - Meister: 1993, 2003
  - Dritter: 2005, 2006
- Sächsischer Pokalsieger
  - Sieger: 1993, 1994, 1995, 2005
  - Finalist: 2008

## Statistik

### Liga
| Spielzeit | Liga (Spielklasse)                  | Platz |
| --------- | ----------------------------------- | ----- |
| 1990/91   | NOFV-Oberliga (I)                   | 12.   |
| 1991/92   | Oberliga Nordost, Staffel Süd (III) | 05.   |
| 1992/93   | Oberliga Nordost, Staffel Süd (III) | 01.   |
| 1993/94   | Oberliga Nordost, Staffel Süd (III) | 04.   |
| 1994/95   | Regionalliga Nordost (III)          | 02.   |
| 1995/96   | Regionalliga Nordost (III)          | 06.   |
| 1996/97   | Regionalliga Nordost (III)          | 09.   |

| Spielzeit | Liga (Spielklasse)                 | Platz |
| --------- | ---------------------------------- | ----- |
| 1997/98   | Regionalliga Nordost (III)         | 04.   |
| 1998/99   | Regionalliga Nordost (III)         | 14.   |
| 1999/00   | Regionalliga Nordost (III)         | 06.   |
| 2000/01   | Regionalliga Nord (III)            | 14.   |
| 2001/02   | Oberliga Nordost, Staffel Süd (IV) | 05.   |
| 2002/03   | Oberliga Nordost, Staffel Süd (IV) | 01.   |
| 2003/04   | Regionalliga Nord (III)            | 17.   |

| Spielzeit | Liga (Spielklasse)                 | Platz |
| --------- | ---------------------------------- | ----- |
| 2004/05   | Oberliga Nordost, Staffel Süd (IV) | 03.   |
| 2005/06   | Oberliga Nordost, Staffel Süd (IV) | 03.   |
| 2006/07   | Oberliga Nordost, Staffel Süd (IV) | 04.   |
| 2007/08   | Oberliga Nordost, Staffel Süd (IV) | 04.   |
| 2008/09   | Regionalliga Nord (IV)             | 17.   |
| 2009/10   | Oberliga Nordost, Staffel Süd (V)  | 06.   |
| 2010/11   | Oberliga Nordost, Staffel Süd (V)  | 10.   |

### DFB-Pokal
Insgesamt qualifizierte sich der FC Sachsen Leipzig vier Mal für die Teilnahme am DFB-Pokal:
| Saison  | Runde    | Gegner (Liga)                  | Ergebnis             | Spielort               | Zuschauer |
| ------- | -------- | ------------------------------ | -------------------- | ---------------------- | --------- |
| 1993/94 | 2. Runde | FC St. Pauli (2. Bundesliga)   | 2:2 n. V., 5:6 n. E. | Alfred-Kunze-Sportpark | 07.000    |
| 1994/95 | 1. Runde | TSV 1860 München (Bundesliga)  | 0:0 n. V., 3:4 n. E. | Alfred-Kunze-Sportpark | 07.359    |
| 1995/96 | 1. Runde | VfL Bochum (2. Bundesliga)     | 2:1                  | Alfred-Kunze-Sportpark | 04.017    |
| 1995/96 | 2. Runde | Karlsruher SC (Bundesliga)     | 0:2                  | Alfred-Kunze-Sportpark | 06.540    |
| 2005/06 | 1. Runde | Dynamo Dresden (2. Bundesliga) | 1:1, 3:5 n. E.       | Zentralstadion         | 30.450    |

## Spielstätten und durchschnittliche Zuschauerzahlen
Der FC Sachsen Leipzig war im Leipziger Westen im Stadtteil Leutzsch beheimatet und trug seine Heimspiele bis 2004 im Alfred-Kunze-Sportpark aus. Die zu DDR-Zeiten nach dem Kommunisten und Antifaschisten Georg Schwarz benannte Sportstätte bot ursprünglich bis zu 32.000, später 22.000 Besuchern Platz. Infolge von Modernisierungsmaßnahmen nach der Wende verringerte sich die Kapazität auf 18.000 Plätze, mittlerweile beträgt das zulässige Fassungsvermögen 4.999 Plätze.
Von März 2004 bis zum Ende der Saison 2008/09 spielte der Verein im neugebauten Zentralstadion, das Platz für 44.345 Zuschauer bietet. Der Verein erhielt dafür von dem Stadionbetreiber Michael Kölmel eine hohe sechsstellige Garantiesumme pro Saison, war aber auch zur Zahlung von Mieten für die Nutzung des Zentralstadions verpflichtet. Zur Stadioneröffnung kamen am 7. März 2004 zum Regionalligaspiel gegen Borussia Dortmund (Amateure) 28.595 Zuschauer. Die mit 30.450 höchste Zuschauerzahl bei einem Pflichtspiel des FC Sachsen Leipzig in der neuen Arena wurde im DFB-Pokal 2005/06 beim Spiel gegen den damaligen Zweitligisten Dynamo Dresden erreicht.
Infolge der zweiten Insolvenz und der anhaltenden finanziellen Probleme trug der FC Sachsen Leipzig seit der Saison 2009/10 seine Heimspiele wieder im Alfred-Kunze-Sportpark aus. Einzige Ausnahme bildeten sogenannte Risikospiele wie die Begegnungen gegen den Lokalrivalen 1. FC Lokomotive Leipzig, die weiterhin im Zentralstadion – mittlerweile in Red-Bull-Arena umbenannt – durchgeführt wurden.
Trotz des fünfjährigen Zwischenspiels im neuen Zentralstadion blieb der Zuschauerschnitt bei Heimspielen des FC Sachsen Leipzig – abgesehen von der Saison 2003/04 – nahezu unverändert.
| Saison  | ⌀ Zuschauer | bestbesuchte Heimbegegnung                          |
| ------- | ----------- | --------------------------------------------------- |
| 1990/91 | 5.263       | 14.000 Zuschauer gegen den Chemnitzer FC (0:0)      |
| 1991/92 | 1.166       | 3.400 Zuschauer gegen Wismut Aue (1:1)              |
| 1992/93 | 3.356       | 10.047 Zuschauer gegen den 1. FC Markkleeberg (0:0) |
| 1993/94 | 1.866       | 2.700 Zuschauer gegen den 1. FC Markkleeberg (1:1)  |
| 1994/95 | 4.452       | 9.037 Zuschauer gegen den FC Carl Zeiss Jena (0:0)  |
| 1995/96 | 2.370       | 6.869 Zuschauer gegen Dynamo Dresden (0:0)          |
| 1996/97 | 2.172       | 5.217 Zuschauer gegen Dynamo Dresden (5:1)          |
| 1997/98 | 2.800       | 5.014 Zuschauer gegen den 1. FC Magdeburg (3:0)     |
| 1998/99 | 2.587       | 10.125 Zuschauer gegen den VfB Leipzig (3:3)        |
| 1999/00 | 4.505       | 10.784 Zuschauer gegen den VfB Leipzig (2:0)        |
| 2000/01 | 4.727       | 7.087 Zuschauer gegen den 1. FC Union Berlin (2:0)  |

| Saison  | ⌀ Zuschauer | bestbesuchte Heimbegegnung                                                                                            |
| ------- | ----------- | --- |
| 2001/02 | 2.561       | 8.100 Zuschauer gegen den VfB Leipzig (0:1)                                                                           |
| 2002/03 | 3.080       | 8.114 Zuschauer gegen den FC Carl Zeiss Jena (3:1) 13.106 Zuschauer in der Relegation gegen den FC Schönberg 95 (1:0) |
| 2003/04 | 7.545       | 28.595 Zuschauer gegen Borussia Dortmund II (0:1)                                                                     |
| 2004/05 | 3.735       | 6.900 Zuschauer gegen den 1. FC Magdeburg (0:2)                                                                       |
| 2005/06 | 2.923       | 10.459 Zuschauer gegen den gegen 1. FC Magdeburg (0:1)                                                                |
| 2006/07 | 3.926       | 10.185 Zuschauer gegen Energie Cottbus II (0:1)                                                                       |
| 2007/08 | 2.857       | 5.075 Zuschauer gegen den Halleschen FC (0:1) 9.390 Zuschauer in der Relegation gegen den Greifswalder SV 04 (2:2)    |
| 2008/09 | 2.778       | 6.931 Zuschauer gegen den 1. FC Magdeburg (0:1)                                                                       |
| 2009/10 | 2.756       | 14.986 Zuschauer gegen den 1. FC Lokomotive Leipzig (0:0)                                                             |
| 2010/11 | 1.716       | 8.451 Zuschauer gegen den 1. FC Lokomotive Leipzig (2:0)                                                              |

## Trainer
| Name             | Zeitraum                                |
| ---------------- | --------------------------------------- |
| Jimmy Hartwig    | 1990                                    |
| Frank Engel      | 1990 bis 1991                           |
| Eduard Geyer     | 1991 bis 1994                           |
| Joachim Steffens | April 1994 bis 24. Mai 1996             |
| Uwe Reinders     | 1. Juli 1996 bis 9. Juni 1997           |
| Gerd Schädlich   | 10. Juni 1997 bis 7. September 1997     |
| Carsten Sänger   | 17. September 1997 bis 31. Oktober 1997 |
| Frank Rohde      | 31. Januar 1998 bis 6. Mai 1999         |
| Edmund Stöhr     | 24. Mai 1999 bis 7. Mai 2000            |
| Volkan Uluç      | 26. Mai 2000 bis 23. August 2000        |
| Uwe Ferl         | 24. August 2000 bis 8. September 2000   |

| Name                            | Zeitraum                             |
| ------------------------------- | ------------------------------------ |
| Christo Bonew                   | 9. September 2000 bis 1. Mai 2001    |
| Jürgen Raab                     | 2. Mai 2001 bis 15. September 2003   |
| Harry Pleß                      | 1. Oktober 2003 bis 4. April 2004    |
| Jürgen Raab                     | 4. April 2004 bis 11. Mai 2004       |
| Wolfgang Frank                  | 8. Juni 2004 bis 18. Oktober 2005    |
| Hans-Jörg Leitzke               | 19. Oktober 2005 bis 5. Oktober 2006 |
| Eduard Geyer                    | 5. Oktober 2006 bis 2. Juli 2007     |
| Hans-Jörg Leitzke               | 3. Juli 2007 bis 5. Mai 2008         |
| Michael Breitkopf & Jamal Engel | 6. Mai 2008 bis 6. Juli 2008         |
| Dirk Heyne                      | 7. Juli 2008 bis 2011                |
| Hans-Christian Kaubitzsch       | 21. April 2011 bis 29.5.2011         |

## Andere Sportarten im Verein
Die bis Anfang der 1990er Jahre angesiedelte Tischtennis-Abteilung wurde ausgegliedert und spielt heute eigenständig unter dem Namen „Leutzscher Füchse“. Die Schachabteilung wurde im Sommer 2007 und die Abteilungen Kegeln und Handball im Sommer 2011 eingestellt.

## Inoffizielle Nachfolgevereine

### BSG Chemie Leipzig (seit 1997)

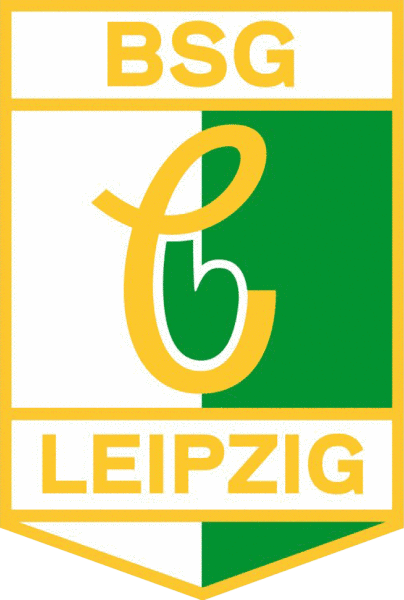
Vereinswappen der BSG Chemie Leipzig

Die BSG Chemie Leipzig wurde am 16. Juli 1997 von Anhängern des FC Sachsen Leipzig als Ballsportfördergemeinschaft Chemie Leipzig zum Schutz des Namens und der Marke „BSG Chemie Leipzig“ sowie zur Förderung des FC Sachsen Leipzig gegründet. Der Verein nahm in der Saison 2008/09 in der 3. Kreisklasse, Staffel 1 (12. Liga) erstmals mit einer eigenen Herren-Fußballmannschaft am Spielbetrieb des DFB teil. Nach mehreren Aufstiegen übernahm der Verein in der Saison 2011/12 das Spielrecht der ersten Herren-Fußballmannschaft des VfK Blau-Weiß Leipzig sowie der Handballmannschaft des insolventen FC Sachsen Leipzig. Mit der Saison 2014/15 übernahm die BSG Chemie Leipzig auch die Spielrechte der Altherrenmannschaft und der Kegelabteilung der insolventen SG Sachsen Leipzig.
Am 12. August 2011 beschloss die Mitgliederversammlung die Umbenennung des Vereins in den heutigen Namen Betriebssportgemeinschaft Chemie Leipzig. Der Verein ist seit der Saison 2014/15 alleiniger Mieter des Alfred-Kunze-Sportparks. 2016 stieg die Mannschaft in die NOFV-Oberliga und 2017 Regionalliga Nordost auf, aus der sie jedoch 2018 wieder abstieg. Im selben Jahr gewann die BSG Chemie den Sachsenpokal und qualifizierte sich somit für den DFB-Pokal 2018/19.

### SG Sachsen Leipzig (2011 bis 2014)
| Saison  | Liga        | Kl. | Platz | Tore  | Punkte | ⌀ Zuschauer |
| ------- | ----------- | --- | ----- | ----- | ------ | ----------- |
| 2011/12 | Sachsenliga | 6   | 6.    | 50:31 | 49     | 587         |
| 2012/13 | Sachsenliga | 6   | 7.    | 54:60 | 41     | 412         |
| 2013/14 | Sachsenliga | 6   | 6.    | 48:36 | 48     | 357         |

Logo der SG Sachsen Leipzig

Am 21. Mai 2011 wurde die SG Leipzig-Leutzsch gegründet. Der Verein nahm zur Saison 2011/12 den Spielbetrieb auf, übernahm das Spielrecht der zweiten Männermannschaft, der Altherrenmannschaft, der Nachwuchsmannschaften sowie der Kegelabteilung des insolventen FC Sachsen Leipzig und wurde Hauptmieter im Alfred-Kunze-Sportpark. Die SG Leipzig-Leutzsch sah sich – analog zur BSG Chemie Leipzig – als einzig legitimierten Nachfolger des aufgelösten FC Sachsen Leipzig.
Am 31. Mai 2013 beschloss die Mitgliederversammlung die Umbenennung des Vereins in SG Sachsen Leipzig.
Nachdem bereits Ende 2013 Liquiditätsschwierigkeiten aufgetreten waren, musste die SG Sachsen Leipzig am 5. Mai 2014 Insolvenz anmelden. Das Insolvenzverfahren wurde am 30. Juni 2014 eröffnet, so dass der Verein als Absteiger in die Landesklasse Sachsen Nord feststand. In der Folge konnte der Verein jedoch nicht die für die Liga notwendigen Nachwuchsmannschaften nachweisen, weshalb zunächst der Sächsische Fußball-Verband und anschließend der Fußballverband der Stadt Leipzig dem Verein kein Spielrecht in einer ihrer Ligen erteilten, womit die SG Sachsen Leipzig in der Saison 2014/15 nicht mehr am Spielbetrieb teilnehmen konnte. In der Folge wurden der Mietvertrag für den Alfred-Kunze-Sportpark von der Stadt Leipzig gekündigt und der Verein aufgelöst.

### LFV Sachsen Leipzig (seit 2014)
| Saison                   | Liga           | Kl. | Platz | Tore   | Punkte | Stadtpokal Leipzig |
| ------------------------ | -------------- | --- | ----- | ------ | ------ | ------------------ |
| 2015/16                  | 3. Kreisklasse | 12  | 1.    | 171:25 | 77     | 2. Runde           |
| 2016/17                  | 2. Kreisklasse | 11  | 1.    | 102:31 | 69     | 3. Runde           |
| 2017/18                  | 1. Kreisklasse | 10  | 1.    | 073:44 | 53     | Achtelfinale       |
| 2018/19                  | Stadtklasse    | 09  | 13.   | 039:97 | 24     | 2. Runde           |
| 2019/20                  | Stadtklasse    | 09  | 14.   | 037:56 | 14     | Achtelfinale       |
| 2020/21                  | Stadtklasse    | 09  | 04.   | 018:15 | 14     | 3. Runde           |
| 2021/22                  | 1. Kreisklasse | 10  | 05.   | 072:55 | 44     | 1. Runde           |
| 2022/23                  | 1. Kreisklasse | 10  | 02.   | 115:61 | 54     | 1. Runde           |
| 2023/24                  | Stadtklasse    | 09  | 01.   | 099:50 | 53     | Viertelfinale      |
| 2024/25                  | Stadtliga      | 08  | 11    | 59:114 | 34     | 3. Runde           |
| grün unterlegt: Aufstieg |                |     |       |        |        |                    |
| 2025/26                  | Stadtliga      | 8   |       |        |        |                    |

Im Oktober 2014 folgte mit der Gründung des Leutzscher Fußballvereins Sachsen Leipzig e. V. (LFV Sachsen Leipzig) ein erneuter Versuch, an die Tradition des FC Sachsen anzuknüpfen. Zur Saison 2015/16 nahm der LFV Sachsen Leipzig den Spielbetrieb in der 3. Kreisklasse auf und spielte nach drei Aufstiegen in Folge in der Stadtklasse. Der LFV trägt seine Heimspiele als Untermieter des SV Leipzig Nordwest im Willi-Kühn-Sportpark an der Merseburger Straße 187 aus. Trainiert wurde die Mannschaft in den ersten drei Jahren von dem ehemaligen FC-Sachsen-Trainer Michael Breitkopf. In der Saison 2021/22 trat der LFVSL freiwillig eine Liga tiefer in der 1. Kreisklasse an, stieg jedoch 2022/23 in die Stadtklasse auf und schaffte 2023/24 als Meister den Aufstieg in die Stadtliga Leipzig, großen Anteil daran hatte Marijo Kresic mit 53 Saisontoren. Nach Diskussionen innerhalb des Vereins um das Thema „Umzug nach Leipzig-Mockau“ trat der seit der Neugründung aktive Vorstand zurück, Mitglieder traten aus und auch Fans wie Fanclubs wendeten sich enttäuscht ab. Der LFV bestreitet ab der Spielzeit 2025/26 seine Heimspiele auf dem Gelände des SV Lok Leipzig Nordost im Stadtteil Leipzig-Mockau. Der Vereinsname samt seit 2014 bestehender Tradition wurde damit ad absurdum geführt.